# Jewett, Ohio
Jewett är en by (village) i Harrison County i Ohio. Vid 2010 års folkräkning hade Jewett 692 invånare.